# Hafþór Júlíus Björnsson
Hafþór Júlíus Björnsson (* 26. listopadu 1988 Reykjavík) je islandský reprezentant v silovém trojboji. Je vysoký 205 cm a jeho hmotnost se pohybuje od 170 kg do 210 kg. Je znám pod přezdívkami Ljónið (Lev) nebo Thór.

## Sportovní kariéra
Absolvoval střední průmyslovou školu v Breiðholtu a v mládí se věnoval fotbalu a šachům. Pak hrál závodně basketbal jako pivotman za prvoligové kluby Breiðablik a Selfoss-Karfa i za islandskou juniorskou reprezentaci. Po zranění kotníku ukončil ve dvaceti letech basketbalovou kariéru a pod vlivem Magnúse Magnússona se začal věnovat posilování. V roce 2010 dosáhl prvního vítězství v soutěži Strongest Man in Iceland.
Hafþór Júlíus Björnsson ve své kariéře překonal 123 světových rekordů a je řazen k nejsilnějším lidem všech dob. Své výkony vysvětluje rodinným dědictvím (jeho otec má také přes dva metry), tvrdou fyzickou prací od dětství a vysokým příjmem živin, který dosahuje až deset tisíc kalorií denně. V mrtvém tahu vzepřel 501 kg, v dřepu 440 kg a v bench-pressu 250 kg. Hodil patnáctikilogramovým sudem do vzdálenosti 777 cm a odtáhl letadlo vážící čtyřicet tun o více než 24 metrů. Na Vikingských hrách v roce 2015 udělal pět kroků s kmenem vážícím 650 kg na rameni, což údajně za posledních tisíc let nikdo nedokázal. Ovládl 31 mezinárodních soutěží siláků, mj. Arnold Strongman Classic 2018, 2019 a 2020, World’s Strongest Man 2018 a Europe's Strongest Man 2014, 2015, 2017, 2018 a 2019. V roce 2018 se stal prvním strongmanem v historii, který vyhrál tyto tři nejvýznamnější soutěže v jednom roce. Dvakrát také zvítězil v soutěži dvojic World's Strongest Team.
Vedle powerliftingu se věnuje i boxu a smíšeným bojovým uměním. V roce 2022 v dubajském Aviation Club Tennis Centre porazil Eddiho Halla v „nejtěžším boxerském utkání všech dob“. V roce 2023 byl Hafþór Júlíus Björnsson jmenován do mezinárodní sportovní síně slávy.

## Herectví a další aktivity
Byl jedním z představitelů Gregora Clegana zvaného Hora v seriálu Hra o trůny. Hrál také ve filmech Kickboxer: Odplata, Seveřan a připravovaném snímku Masters of the Universe. Zabývá se rovněž podnikáním a prodává značky Thor's Skyr a Icelandic Mountain Vodka. Jeho kanál na YouTube má k roku 2025 922 000 odběratelů a obdržel za něj Autorské ocenění YouTube.
Jeho manželkou je od roku 2018 fitness modelka Kelsey Morgan Henson, s níž má dva potomky. Bývalá přítelkyně Thelma Björk Steimann ho obvinila z domácího násilí.